# کوره‌درق
کوره‌درق یکی از روستاهای استان آذربایجان شرقی است که در دهستان گویجه بل بخش مرکزی شهرستان اهر واقع شده‌است.این روستا ۱۱۱ نفر جمعیت دارد.